# Kazakistan ai Giochi della XXVIII Olimpiade
Il Kazakistan partecipò ai Giochi della XXVIII Olimpiade, svoltisi ad Atene, Grecia, dal 13 al 29 agosto 2004, con una delegazione di 114 atleti impegnati in diciassette discipline.

## Medaglie
| Medaglia | Atleta            | Sport    | Evento      |
| -------- | ----------------- | -------- | ----------- |
| Oro      | Bakhtiyar Artayev | Pugilato | Pesi welter |

## Risultati

### Pallanuoto
- Uomini

| Atleta | Classifica |                       |
| --- | --- | --------------------- |
| V · D · M Nazionale maschile kazaka di pallanuoto · Giochi olimpici - Atene 2004 Drozdov · Gaydukov · Gorovoy · Polukhin · Sevostyanov · Shidlovsky · Shvedov · Smolovoy · Elke · Zagoruyko · Zaytsev · Zhilyayev · CT : Askar Orazalinov | 11° |                       |
| Nazionale maschile kazaka di pallanuoto · Giochi olimpici - Atene 2004 | |                       |
| Drozdov · Gaydukov · Gorovoy · Polukhin · Sevostyanov · Shidlovsky · Shvedov · Smolovoy · Elke · Zagoruyko · Zaytsev · Zhilyayev · CT: Askar Orazalinov                                                                                   | Drozdov · Gaydukov · Gorovoy · Polukhin · Sevostyanov · Shidlovsky · Shvedov · Smolovoy · Elke · Zagoruyko · Zaytsev · Zhilyayev · CT: Askar Orazalinov | Kazakistan (bandiera) |

- Donne

| Atleta | Classifica |                       |
| --- | --- | --------------------- |
| V · D · M Nazionale femminile kazaka di pallanuoto · Giochi olimpici - Atene 2004 Rytova · Zubkova · Gubina · Khapsalis · Koroleva · Krassilnikova · Klimenko · Gariyeva · Jakayeva · Gritsenko · Mikhailova · Ignatyeva · Tolkunova · CT : Stanislav Pivovarov | 8° |                       |
| Nazionale femminile kazaka di pallanuoto · Giochi olimpici - Atene 2004 | |                       |
| Rytova · Zubkova · Gubina · Khapsalis · Koroleva · Krassilnikova · Klimenko · Gariyeva · Jakayeva · Gritsenko · Mikhailova · Ignatyeva · Tolkunova · CT: Stanislav Pivovarov                                                                                    | Rytova · Zubkova · Gubina · Khapsalis · Koroleva · Krassilnikova · Klimenko · Gariyeva · Jakayeva · Gritsenko · Mikhailova · Ignatyeva · Tolkunova · CT: Stanislav Pivovarov | Kazakistan (bandiera) |